# Ranunculus bonariensis
Ranunculus bonariensis Poir. – gatunek rośliny z rodziny jaskrowatych (Ranunculaceae Juss.). Występuje naturalnie w Chile, Argentynie, Paragwaju oraz Brazylii (w Dystrykcie Generalnym oraz w stanach Minas Gerais, Rio de Janeiro, São Paulo, Parana, Rio Grande do Sul, Santa Catarina. Ponadto gatunek został naturalizowany w Stanach Zjednoczonych, w Kalifornii.

## Morfologia
PokrójBylina.
LiścieMają eliptyczny lub owalny kształt. Mierzą 1–2,5 cm długości oraz 0,5–1,5 cm szerokości. Nasada liścia ma ucięty lub zaokrąglony kształt. Brzegi są całobrzegie lub ząbkowane. Wierzchołek jest ostry lub zaokrąglony.
KwiatyMają żółtą barwę. Mają 3 owalne działki kielicha, które dorastają do 1–3 mm długości. Mają od jednego do trzech owalnych płatków.
OwoceNagie niełupki o jajowatym kształcie i długości 1–2 mm. Tworzą owoc zbiorowy – wieloniełupkę o jajowatym lub kulistym kształcie i dorastającym do 2–4 mm długości.

## Biologia i ekologia
Rośnie w pobliżu okresowych stanów oraz na brzegach rzek. Występuje na wysokości do 1000 m n.p.m. Kwitnie od marca do maja.

## Zmienność
W obrębie tego gatunku wyodrębniono jedną odmianę:
- Ranunculus bonariensis var. trisepalus (Gillies ex Hook. & Arn.) Lourteig